# Regatul Unit al Țărilor de Jos
Regatul Unit al Țărilor de Jos (neerlandeză Koninkrijk der Nederlanden, franceză Royaume des Belgiques sau Royaume uni des Pays-Bas, în latină: Regnum Belgicum) este numele oficial al unui fost stat european creat la sfârșitul erei Napoleoniene, prin decizia Congresului de la Viena. Statul era format din trei state existente înaintea Revoluției franceze din 1789, și anume: Provinciile Unite, Țările de Jos Austriece și Principatul episcopal Liège. Pentru a diferenția acest stat de cel actual Țările de Jos, statul existent între 1815 și 1830 este cunoscut sub numele de Regatul Unit al Țărilor de Jos.
| Istoria statelor Benelux                                                                             | Istoria statelor Benelux                                                                             | Istoria statelor Benelux               | Istoria statelor Benelux              | Istoria statelor Benelux              | Istoria statelor Benelux              |
| --- | --- | -------------------------------------- | ------------------------------------- | ------------------------------------- | ------------------------------------- |
| Belgia actuală                                                                                       | Belgia actuală                                                                                       | Belgia actuală                         | Belgia actuală                        | Luxemburg                             | Olanda                                |
| Imperiul Carolingian circa 800-843                                                                   | |                                        |                                       |                                       |                                       |
| | | Comitatul Flandra secolul IX-1386      | Lotharingia Inferioară secolele X-XIV | Lotharingia Inferioară secolele X-XIV | Lotharingia Inferioară secolele X-XIV |
| Principatul episcopal Liège + Abația Stavelot- Malmedy + Ducatul Bouillon din secolul X până în 1795 | Principatul episcopal Liège + Abația Stavelot- Malmedy + Ducatul Bouillon din secolul X până în 1795 | Comitatul Flandra secolul IX-1386      |                                       | Comitatul Luxemburg 963-1384          |                                       |
| Principatul episcopal Liège + Abația Stavelot- Malmedy + Ducatul Bouillon din secolul X până în 1795 | Principatul episcopal Liège + Abația Stavelot- Malmedy + Ducatul Bouillon din secolul X până în 1795 | Țările de Jos Burgunde                 | Țările de Jos Burgunde                | apoi Ducatul Luxemburg 1384-1443      |                                       |
| Principatul episcopal Liège + Abația Stavelot- Malmedy + Ducatul Bouillon din secolul X până în 1795 | Principatul episcopal Liège + Abația Stavelot- Malmedy + Ducatul Bouillon din secolul X până în 1795 | 1384–1482                              |                                       |                                       |                                       |
| Principatul episcopal Liège + Abația Stavelot- Malmedy + Ducatul Bouillon din secolul X până în 1795 | Principatul episcopal Liège + Abația Stavelot- Malmedy + Ducatul Bouillon din secolul X până în 1795 | Cele Șaptesprezece Provincii 1482–1556 |                                       |                                       |                                       |
| Principatul episcopal Liège + Abația Stavelot- Malmedy + Ducatul Bouillon din secolul X până în 1795 | Principatul episcopal Liège + Abația Stavelot- Malmedy + Ducatul Bouillon din secolul X până în 1795 | Țările de Jos Spaniole 1581–1713       | Țările de Jos Spaniole 1581–1713      | Țările de Jos Spaniole 1581–1713      | Provinciile Unite 1581–1795           |
| Principatul episcopal Liège + Abația Stavelot- Malmedy + Ducatul Bouillon din secolul X până în 1795 | Principatul episcopal Liège + Abația Stavelot- Malmedy + Ducatul Bouillon din secolul X până în 1795 | Țările de Jos austriece 1713–1799      |                                       |                                       | Provinciile Unite 1581–1795           |
| | Statele Unite Belgiene 1790                                                                          |                                        |                                       |                                       | Provinciile Unite 1581–1795           |
| | |                                        |                                       |                                       | Provinciile Unite 1581–1795           |
| Republica Franceză 1795–1804                                                                         | Republica Franceză 1795–1804                                                                         | Republica Franceză 1795–1804           | Republica Franceză 1795–1804          | Republica Franceză 1795–1804          | Republica Batavă 1795–1806            |
| Imperiul Francez 1804–1815                                                                           | |                                        |                                       |                                       | Republica Batavă 1795–1806            |
| Regatul Olandei 1806–1810                                                                            | |                                        |                                       |                                       |                                       |
| | |                                        |                                       |                                       |                                       |
| Regatul Unit al Țărilor de Jos 1815–1830                                                             | |                                        |                                       |                                       |                                       |
| | |                                        |                                       |                                       |                                       |
| Regatul Belgiei din 1830                                                                             | Regatul Belgiei din 1830                                                                             | Regatul Belgiei din 1830               | Regatul Belgiei din 1830              | Marele Ducat de Luxemburg din 1839    | Regatul Țărilor de Jos din 1830       |
| Această infocasetă: v • d • m                                                                        | |                                        |                                       |                                       |                                       |

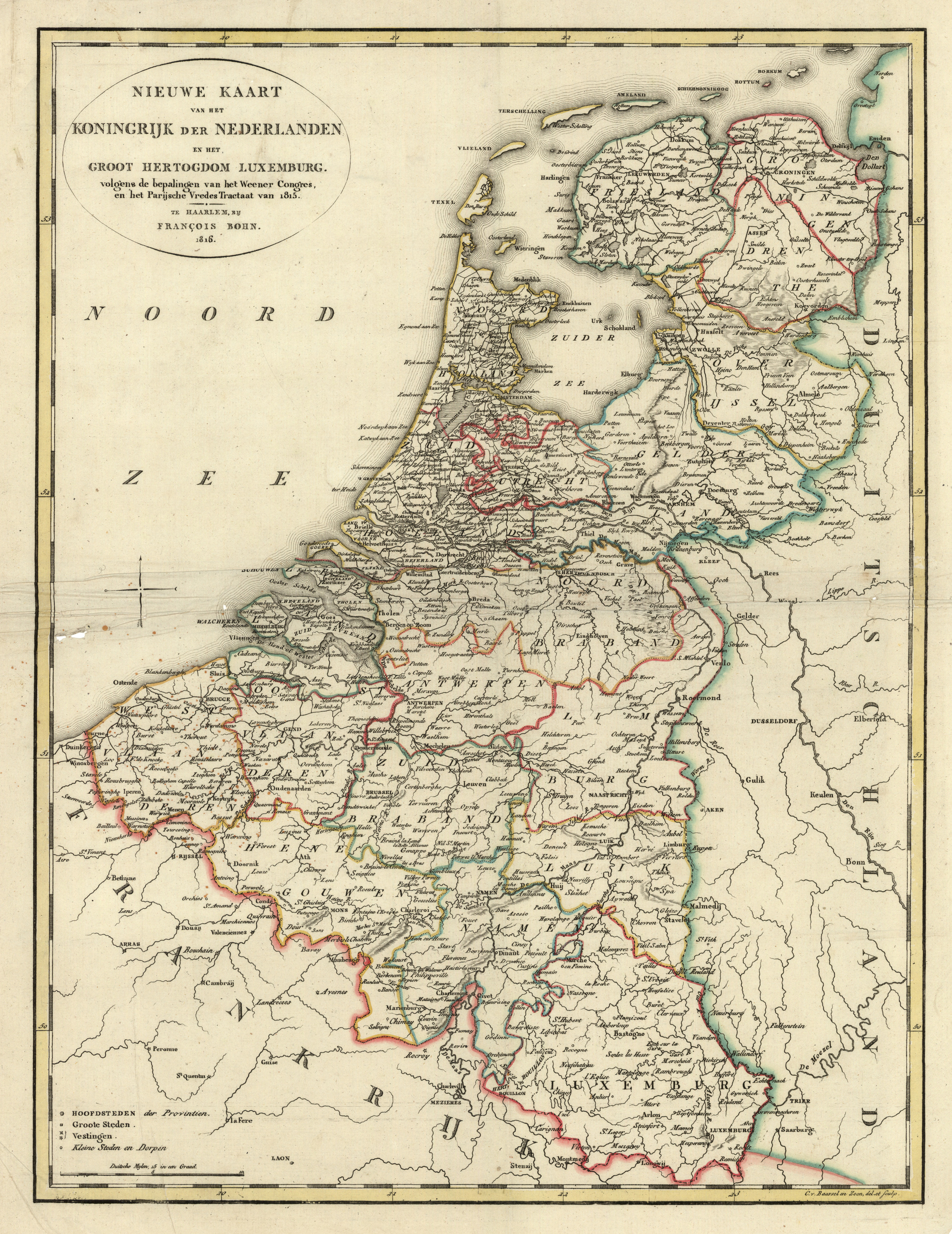
Noua hartă a Regatului Țărilor de Jos și a Marelui Ducat al Luxemburgului, 1815

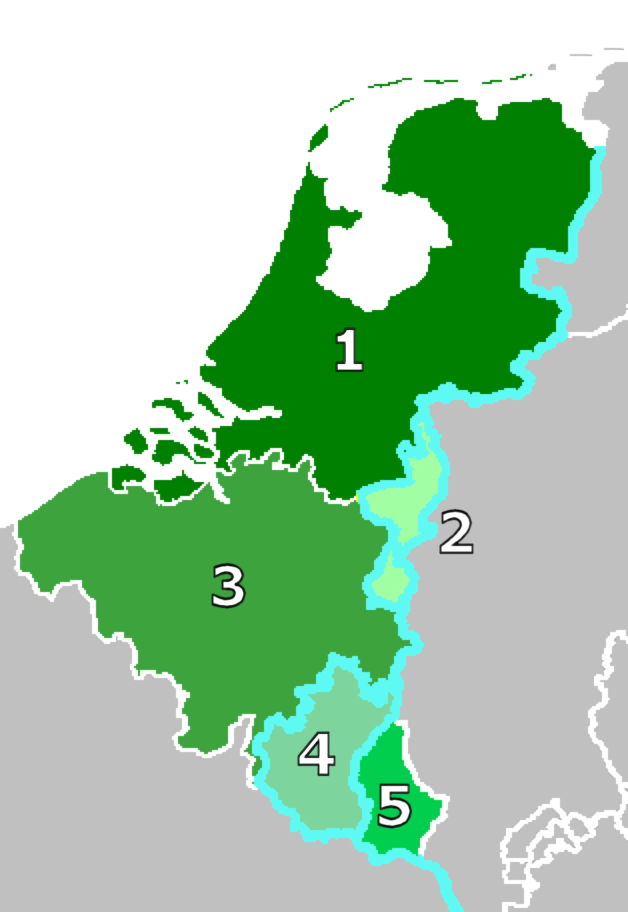
Țările de Jos, Belgia, Luxemburgul și Limburgul în 1839
1, 2 și 3 Regatul Unit al Țărilor de Jos (până în 1830)
1 și 2 Regatul Țărilor de Jos (după 1830)
2 Ducatul Limburg (În Confederația Germană după 1839, ca și compensație pentru Luxemburgul valon)
3 și 4 Regatul Belgiei (după 1830)
4 și 5 Marele Ducat de Luxemburg (până în 1830)
4 Provincia Luxemburg (Luxemburgul valon, către Belgia în 1839)
5 Marele Ducat de Luxemburg (Luxemburgul german; frontiere după 1839)
În albastru, frontierele Confederației Germane.

Din punct de vedere economic, noul stat (format din Olanda, Belgia și Luxemburgul de azi) a devenit foarte repede prosper și a demarat o serie de proiecte de anvergură, cum ar fi construcția de noi canale și drumuri, precum și numeroase programe sociale și educaționale. 
Diferendele: dintre nordul protestant și sudul catolic trăind sub un rege protestant, încercările autorităților centrale de a limita utilizarea limbii franceze în spațiul public, dar și alocarea de prea puține locuri belgienilor în parlamentul olandez unit, au ieșit la iveală foarte repede, astfel că în 1830, în urma unei revoluții, statul s-a divizat în Țările de Jos actuale și noul stat belgian. Această separare a fost consfințită în anul 1839, prin Tratatul de la Londra.